# Becca Stevens
Becca Stevens (North Carolina, 14 juni 1984) is een Amerikaanse jazz- en folkzangeres, -gitariste, ukulelespeelster, charangospeelster en songwriter.

## Biografie
Stevens ging naar de North Carolina School of the Arts, waar ze lessen volgde in klassiek gitaarspel. Ze trad ook op met de familieband Tune Mammals. Na haar afstuderen in 2002 studeerde ze aan de New Yorkse The New School for Jazz and Contemporary Music. Daar behaalde ze een bachelor in jazzzang en compositie.  Ze werkte o.a. mee bij opnamen van Travis Sullivans Bjorkestra (Enjoy! ,2008), Taylor Eigsti (Daylight at Midnight, 2010), Esperanza Spalding (Radio Music Society, 2012), José James (While You Were Sleeping, 2014) en Ambrose Akinmusire (The Imagined Savior Is Far Easy Paint, 2014) Tot nu toe (2019) heeft ze vier albums uitgebracht onder haar eigen naam. Haar tweede album Weightless werd opgenomen door muziekcriticus Ted Gioia in zijn lijst met de beste albums van 2011. Naast haar eigen band runt ze (met Rebecca Martin en Gretchen Parlato) het zangtrio Tillery, dat in 2016 een album met dezelfde naam uitbracht.
Ze heeft ook gewerkt met Aaron Parks, Taylor Eigsti, Jeremy Pelt, Logan Richardson, Dayna Stephens en David Crosby. Stevens woont in New York. Op het gebied van jazz was ze tussen 2006 en 2018 betrokken bij 25 opnamesessies. In de DownBeat in 2017 was ze de «Rising Star Female Vocalist».

## Discografie
- 2008: Becca Stevens Band: Tea Bye Sea (Independent Records) met Colin Killalea, Liam Robinson, Chris Tordini, Tommy Crane
- 2011: Becca Stevens Band: Weightless (Sunnyside Records) met Chris Tordini, Jordan Perlson, Larry Campbell
- 2015: Perfect Animal (Universal Records)
- 2017: Regina (GroundUP Music)
- 2020: Wonderbloom (GroundUP Music)
- 2021: Becca Stevens & The Secret Trio (GroundUP Music)
- 2022: Becca Stevens | Attacca Quartet (GroundUP Music)

op geluidsdragers van andere artiesten:
- 2013: Aya Nishina Flora (Tzadik Records met Monika Heidemann, Gretchen Parlato, Nina Riley, Sara Serpa, Jen Shyu)
- 2016: Snarky Puppy: Family Dinner Volume Two
- 2018: David Crosby, Becca Stevens, Michelle Willis, Michael League: Here If You Listen

- Bibliothèque nationale de France: cb16533947b (data)
- Gemeinsame Normdatei: 1064625312
- International Standard Name Identifier: 0000 0000 5109 612X
- Library of Congress Control Number: no2008121040
- MusicBrainz: 7bbd3cf6-5885-40c7-a3d0-f47d10ef2f4c
- Nationale Bibliotheek van Tsjechië: xx0240041
- Nationale Bibliotheek van Israël: 987007413784805171
- Virtual International Authority File: 29353019
- WorldCat: E39PBJkhDw6dwQhXV9j3VxJ7HC